# Nuclide
Een nuclide of nucleïde is een atoom met een gegeven aantal protonen Z, en een gegeven aantal neutronen N. De aantallen van beide soorten kerndeeltjes bepalen samen de energietoestand van de nuclide. Energietoestanden met een levensduur van minder dan 10−10 s worden de "aangeslagen toestanden" van een nuclide genoemd. Is de levensduur van een hogere energietoestand groter dan 10−10 s, dan wordt van een isomere (metastabiele) toestand gesproken. De meest stabiele is tantaal-180m1, een nucleair isomeer van tantaal-180 met een geschatte halfwaardetijd van meer dan 7,1 × 1015 jaar. Verval van deze nuclide is niet experimenteel waargenomen.
Het atoomnummer Z is het aantal protonen in de atoomkern, en bepaalt om welk chemisch element het gaat. Een elektrisch neutraal atoom heeft evenveel negatief geladen elektronen in de elektronenwolk als protonen in de atoomkern. Bij een gegeven Z bepaalt het aantal neutronen N om welke isotoop het gaat. Het massagetal van een atoom is Z + N. Nucliden met een gelijk massagetal (maar met een verschillend aantal protonen en neutronen) worden isobaren genoemd. Isotonen zijn nucliden met een gelijk aantal neutronen (N), maar een verschillend aantal protonen (Z). Er bestaan ongeveer 275 stabiele nucliden; ongeveer 2200 nucliden zijn radioactief en vervallen dus naar stabielere nucliden.

## Terminologie en notatie
Terminologie en notatie aan de hand van een voorbeeld:
Uranium-235 wordt ook genoteerd 235U, of ten overvloede {\displaystyle {\ce {^{235}_{92}U}}}.
In de laatste notatie worden als geheugensteuntje van het element zowel het symbool als het atoomnummer genoemd. Dit is onder meer gemakkelijk om bij een kernreactie het aantal protonen links en rechts in de reactievergelijking te vergelijken, zoals in:
{\displaystyle {\ce {^{235}_{92}U\ +\ ^1_0{n}\ ->\ ^{92}_{36}Kr\ +\ ^{142}_{56}Ba\ +\ 2\ ^1_0{n}}}}
Waterstof-2 wordt deuterium genoemd. In plaats van 2H wordt dit ook genoteerd D of 2D.
Waterstof-3 wordt tritium genoemd. In plaats van 3H wordt dit ook genoteerd T of 3T.

## Nuclide versus isotoop
De term nuclide moet niet worden verward met de term isotoop: die heeft uitsluitend betrekking op twee of meer nucliden met gelijk atoomnummer. Met andere woorden: een verzameling nucliden met eenzelfde aantal protonen, maar een verschillend aantal neutronen, worden isotopen van een bepaalde element genoemd. Zo zijn 12C, 13C en 14C drie natuurlijk voorkomende isotopen van hetzelfde element, namelijk koolstof. Vaak spreekt men over een isotoop als men eigenlijk een nuclide bedoelt.